# Ствольная повозка

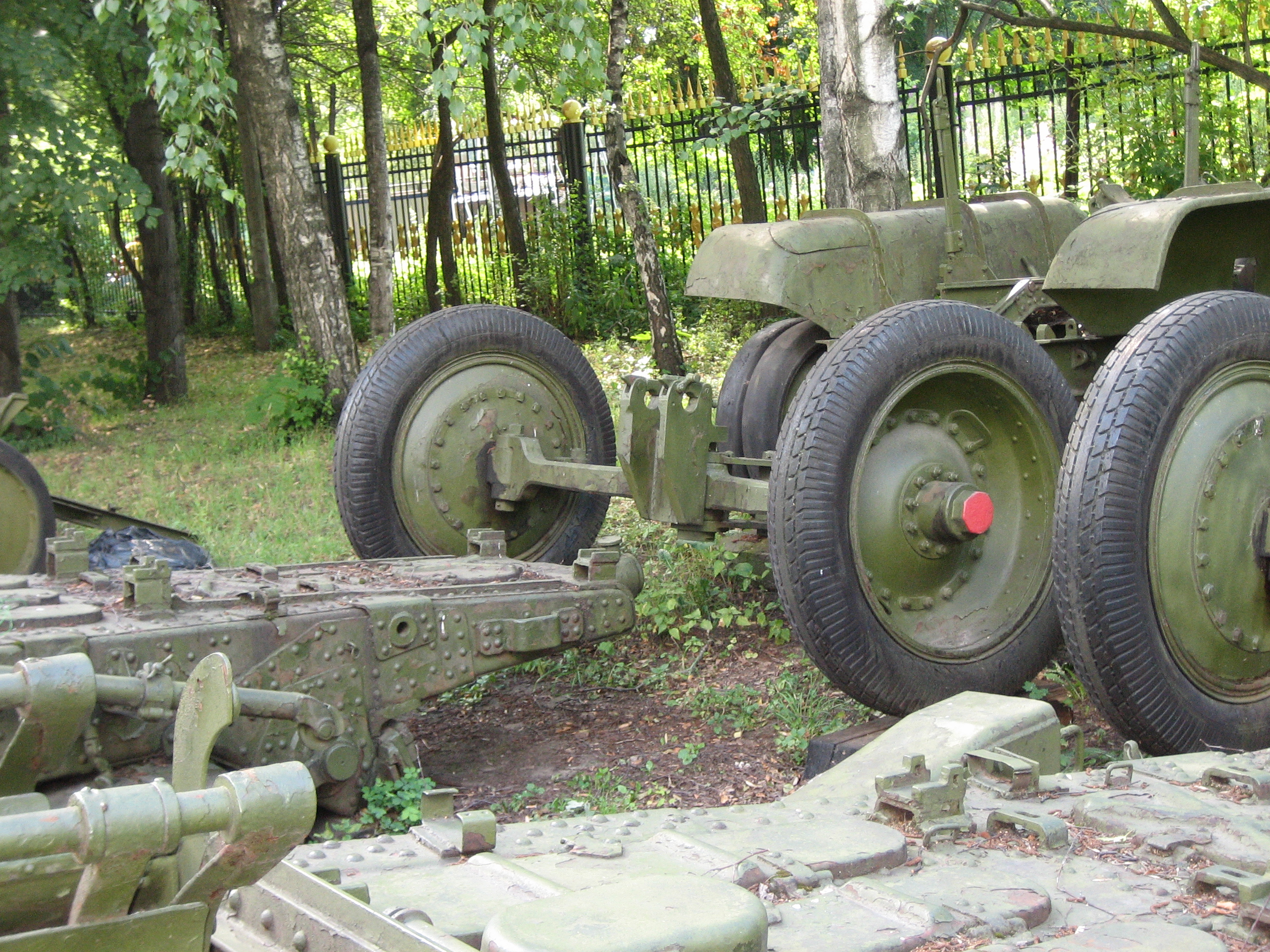
Колесная ствольная повозка Бр-2 в Центральном музее Вооруженных Сил, Москва

Ствольная повозка — транспортное средство, предназначенное для транспортировки ствола орудия. Используется для перемещения артиллерийских систем, имеющих раздельную возку (орудие перемещается по частям — отдельно ствол, отдельно лафет, и собирается воедино на огневой позиции). Как правило, раздельная возка использовалась для тяжёлых артиллерийских систем, которые по причине большого веса не могли быть перемещены в собранном состоянии.
Первые, достаточно примитивные ствольные повозки начали применяться уже с началом использования первых артиллерийских орудий, которые зачастую не имели лафета. В дальнейшем, вплоть до начала XX века, раздельно перевозилась основная часть (калибром от 152-мм) осадной артиллерии. С появлением механической тяги и развитием дорог с твёрдым покрытием всё большее количество орудий перевозилось нераздельно, к началу Второй мировой войны раздельную возку (и соответственно, ствольные повозки) сохранили главным образом орудия калибра 203-мм и выше. В настоящее время, по причине снятия с вооружения крупнокалиберных артсистем (заменённых тактическими ракетами) и развития самоходной артиллерии, раздельная возка орудий не применяется.
Примеры орудий, имевших раздельную возку и ствольные повозки:
- «Большой триплекс»: 152-м пушка Бр-2, 203-мм гаубица Б-4, 280-мм мортира Бр-5
- 152-мм пушка образца 1910/30 годов